# Шахтахтинский, Гамид-бек Халил оглы
Гамид-бек Шахтахтинский (азерб. Həmid bəy Şahtaxtinski; 12 марта 1880, Шахтахты, Нахичеванский уезд, Эриванская губерния, Российская империя — 3 февраля 1944, Архангельск, Архангельская область, РСФСР, СССР) — государственный деятель Азербайджанской Демократической Республики, член парламента, просветитель.

## Биография
Родился 12 марта 1880 года в селе Шахтахты семье военного. После завершения начального обучения в религиозной школе в Нахчыване обучился в Нахчыванском городском училище 3-й степени. Позже учился в Ереванской педагогической семинарии, окончив её в 1899 году и проработав там преподавателем азербайджанского и русского языков. Уехал в Одессу для поступления в Новороссийский университет, который окончил по специальности «юрист». Будучи студентом на Украине, вступил в организацию азербайджанских соотечественников 
.
Был членом Ереванского мусульманского благотворительного общества. 
В 1912 году вернулся в Азербайджан и поселился в Гяндже, где в 1914 году был назначен главным инспектором Елисаветпольских губернских школ. Затем в течение двух лет он работал помощником прокурора в Елисаветпольском окружном суде. После переезда в Баку в 1916 году работал на той же должности в Бакинском окружном суде.
После Февральской революции стал активистом партии «Иттихад» и позже, 29 августа 1917 года, был назначен комиссаром Управления образования на Южном Кавказе. Занимал пост министра образования Закавказского сейма, пока тот существовал.
Был членом Национального совета Азербайджана накануне провозглашения независимости. После образования Азербайджанской Демократической Республики 28 мая 1918 года был избран депутатом Национального собрания Азербайджана от фракции «Иттихад». Во время работы второго, третьего и четвертого кабинетов министров занимал должность заместителя министра образования и по делам религий. Он руководил курсами повышения квалификации, организованными 9 сентября 1918 года для местных учителей в Шеки, Загатале и Шуше.
В начале 1919 года посетил Тифлис и лично передал предложение правительства Азербайджана о переводе Закавказского университета в Баку. Была создана представительная комиссия в составе профессоров Василия Разумовского, Николая Дубровского, Леонида Ишкова и Ивана Цитовича, которые провели здесь переговоры, и делегации дали понять, что университет в Баку будет открыт в любом случае, даже если Закавказский университет туда не переедет. Власти Азербайджана также назвали возможную дату передачи — 1 мая. Однако, поскольку некоторые преподаватели Закавказского университета выступили против перевода университета в Баку, к 1 мая правительство Азербайджана не получило ответа. В результате Министерство образования Азербайджанской Республики направило в Тифлис сообщение об открытии вместо него Бакинского государственного университета. Разумовский также покинул Тифлис и стал первым ректором Бакинского государственного университета. В последующие годы он также читал лекции и работал деканом.
С июля 1919 года Шахтахтинский официально стал членом партии «Иттихад». Когда 22 декабря 1919 года было сформировано пятое правительство под руководством Насиба Юсифбейли, он был назначен министром образования и по делам религии АДР. 5 марта 1920 года он ушел в отставку с этих постов.
После установления Советской власти в Азербайджане 28 апреля 1920 года Шахтахтинский до 1925 года занимал должность проректора Бакинского государственного университета, в 1928 году окончил медицинский факультет Закавказского университета в Тбилиси, с 1929 по 1940 год преподавал в Азербайджанском медицинском университете.
В 1941 году был арестован в результате советских репрессий по обвинению в работе на иранские интересы и отправлен в лагерь в Архангельской области, где скончался 3 февраля 1944 года.